# Stephanie Amarell
Stephanie Amarell (* 1. August 1996 in Berlin) ist eine deutsche Schauspielerin.

## Leben
Amarell wuchs als mittleres von drei Kindern im Landkreis Uckermark auf und besuchte dort ein Gymnasium in Templin. Sie absolvierte ein Schuljahr bei Birmingham in England und legte 2015 das Abitur ab. Entdeckt wurde sie 2008 im Alter von elf Jahren bei einem Casting für die Rolle der Sophie im Spielfilm Das weiße Band – Eine deutsche Kindergeschichte. Der Durchbruch gelang Amarell mit der Titelrolle in Ben Verbongs Fernsehfilm Mona kriegt ein Baby (2014) über eine 14-Jährige, die ungewollt schwanger wird. Ihre nuancenreiche Darstellung an der Seite ihrer Filmeltern Barbara Auer und Dominic Raacke wurde von den Kritikern betont.

## Filmografie (Auswahl)
- 2009: Das weiße Band – Eine deutsche Kindergeschichte
- 2010: Prinz und Bottel (Fernsehserie, 2 Episoden)
- 2013: BlitzBlank (Fernsehfilm)
- 2014: Mona kriegt ein Baby (Fernsehfilm)
- 2015: Armans Geheimnis (Fernsehserie, 13 Episoden)
- 2015: Tatort: Ätzend (Fernsehreihe)
- 2016: Operation Zucker: Jagdgesellschaft (Fernsehfilm)
- 2016: Allein gegen die Zeit – Der Film
- 2016: Dresden Mord – Nachtgestalten (Fernsehreihe)
- 2017: Die Familie (Fernsehfilm)
- 2017: Der gleiche Himmel (Fernsehdreiteiler)
- 2017: Der Kriminalist – Der Krieger (Fernsehserie)
- 2017–2020: Dark (Fernsehserie, 4 Episoden)
- 2017: Der namenlose Tag
- 2017: Der Schneemann (Kurzfilm)
- 2018: Abgeschnitten
- 2018: Schwimmen
- 2019: Schwartz & Schwartz: Der Tod im Haus
- 2019: Ein ganz normaler Tag (Fernsehfilm)
- 2020: Tatort: National feminin (Fernsehreihe)
- 2021: Das Quartett – Die Tote vom Balkon (Fernsehserie)
- 2021: Wolfsland  (Fernsehreihe, Folge Die traurigen Schwestern)
- 2022: Der Kommissar und die Eifersucht (Fernsehfilm)
- 2022: Das Haus der Träume (Fernsehserie, 6 Episoden)
- 2023: Die nettesten Menschen der Welt (Fernsehserie)

## Hörspiele
- 2011: Nina und Paul
- 2012: Ampelmännchen sind keine Haustiere
- 2019: Nebenan
- 2020: All Adventurous Women Do